# Ali Collins
Ali Collins (sinh ngày 27 tháng 5 năm 2000) là một nữ vận động viên quần vợt người Anh Quốc.
Collins có thứ hạng cao nhất ở nội dung đôi trên bảng xếp hạng WTA là thứ 111 đạt được vào ngày 12 tháng 6 năm 2023.
Cô ra mắt nhánh đấu chính của WTA Tour tại Birmingham Classic 2022 ở nội dung đôi nữ, đánh cặp với Emily Appleton.

## Đời tư
Đến từ Dunblane, cô là con của cựu cầu thủ bóng đá chuyên nghiệp, Lee Collins. Cô bắt đầu được huấn luyện bởi Judy Murray từ năm 7 tuổi. Cô đã nói rằng cô chuyển sang tập trung vào đánh đôi vì cô là "một vận động viên của đội" và phải vật lộn với những khía cạnh của việc thi đấu đơn trong các tour du đấu.

## Chung kết ITF Circuit

### Đơn: 1 (á quân)
| Chú thích |
| --------- |
| $100,000  |
| $80,000   |
| $60,000   |
| $25,000   |
| $15,000   |

| Chung kết theo mặt sân |
| ---------------------- |
| Cứng (0–0)             |
| Đất nện (0–1)          |
| Cỏ (0–0)               |
| Thảm (0–0)             |

| Kết quả | T–B | Thời gian        | Giải đấu                 | Cấp độ | Mặt sân | Đối thủ            | Tỷ số    |
| ------- | --- | ---------------- | ------------------------ | ------ | ------- | ------------------ | -------- |
| Á quân  | 0–1 | Tháng 9 năm 2019 | ITF Melilla, Tây Ban Nha | 15,000 | Đất nện | Ángela Fita Boluda | 3–6, 4–6 |

| Chú thích |
| --------- |
| $100,000  |
| $80,000   |
| $60,000   |
| $25,000   |
| $15,000   |

| Chung kết theo mặt sân |
| ---------------------- |
| Cứng (7–4)             |
| Đất nện (1–1)          |
| Cỏ (0–0)               |
| Thảm (0–1)             |

| Chú thích |
| --------- |
| $100,000  |
| $80,000   |
| $60,000   |
| $25,000   |
| $15,000   |

| Chung kết theo mặt sân |
| ---------------------- |
| Cứng (7–4)             |
| Đất nện (1–1)          |
| Cỏ (0–0)               |
| Thảm (0–1)             |

| Kết quả | T–B | Thời gian         | Giải đấu                                                            | Cấp độ   | Mặt sân  | Người đánh cặp   | Đối thủ                                        | Tỷ số               |
| ------- | --- | ----------------- | ------------------------------------------------------------------- | -------- | -------- | ---------------- | ---------------------------------------------- | ------------------- |
| Á quân  | 0–1 | Tháng 12 năm 2018 | ITF Monastir, Tunisia                                               | 15,000   | Cứng     | Claudia Giovine  | Tamara Čurović Chiara Scholl                   | 6–7(5), 4–6         |
| Vô địch | 1–1 | Tháng 9 năm 2019  | ITF Haren, Hà Lan                                                   | 15,000   | Đất nện  | Emily Arbuthnott | Cemre Anıl Anna Pribylova                      | 3–6, 6–0, [10–4]    |
| Á quân  | 1–2 | Tháng 7 năm 2021  | ITF Kyiv, Ukraina                                                   | 25,000   | Đất nện  | Andrea Gámiz     | Jang Su-jeong Bojana Marinković                | 6–3, 4–6, [7–10]    |
| Loss    | 1–3 | Tháng 1 năm 2022  | GB Pro-Series Loughborough, Vương quốc Liên hiệp Anh và Bắc Ireland | 25,000   | Cứng     | Emily Appleton   | Anna Gabric Arina Vasilescu                    | 4–6, 5–7            |
| Á quân  | 1–4 | Tháng 2 năm 2022  | ITF Mâcon, Pháp                                                     | 25,000   | Cứng     | Emily Appleton   | Xenia Knoll Andreea Mitu                       | 1–6, 1–6            |
| Vô địch | 2–4 | Tháng 3 năm 2022  | Open de Touraine, Pháp                                              | 25,000   | Cứng     | Emily Appleton   | Mona Barthel Yanina Wickmayer                  | 2–6, 6–4, [10–6]    |
| Vô địch | 3–4 | Tháng 8 năm 2022  | GB Pro-Series Foxhills, Vương quốc Liên hiệp Anh và Bắc Ireland     | 25,000   | Cứng (i) | Freya Christie   | Naiktha Bains Maia Lumsden                     | 6–3, 6–3            |
| Vô địch | 4–4 | Tháng 8 năm 2022  | ITF Aldershot, Vương quốc Liên hiệp Anh và Bắc Ireland              | 25,000   | Cứng     | Freya Christie   | Andrė Lukošiūtė Eliz Maloney                   | 6–4, 6–2            |
| Vô địch | 5–4 | Tháng 9 năm 2022  | ITF Le Neubourg, Pháp                                               | 80,000+H | Cứng     | Freya Christie   | Weronika Falkowska Sarah Beth Grey             | 1–6, 7–6(4), [10–3] |
| Vô địch | 6–4 | Tháng 10 năm 2022 | GB Pro-Series Glasgow, Vương quốc Liên hiệp Anh và Bắc Ireland      | 60,000   | Cứng (i) | Freya Christie   | Irene Burillo Escorihuela Andrea Lázaro García | 6–4, 6–1            |
| Á quân  | 6–5 | Tháng 1 năm 2023  | ITF Tallinn, Estonia                                                | 40,000   | Cứng (i) | Freya Christie   | Anna Sisková Jessie Aney                       | 4–6, 7–6(3), [7–10] |
| Vô địch | 7–5 | Tháng 1 năm 2023  | ITF Sunderland, Vương quốc Liên hiệp Anh và Bắc Ireland             | 60,000   | Cứng (i) | Freya Christie   | Magali Kempen Eden Silva                       | 6–3, 7–6(5)         |
| Vô địch | 8–5 | Tháng 2 năm 2023  | Open de l'Isère, Pháp                                               | 60,000   | Cứng (i) | Freya Christie   | Sofya Lansere Maria Timofeeva                  | 6–4, 6–3            |
| Á quân  | 8–6 | Tháng 2 năm 2023  | AK Ladies Open, Đức                                                 | 60,000   | Thảm (i) | Freya Christie   | Greet Minnen Yanina Wickmayer                  | 1–6, 3–6            |